# Kniptjärnen (Arvidsjaurs socken, Lappland, 724672-166650)
Kniptjärnen är en sjö i Arvidsjaurs kommun i Lappland och ingår i Skellefteälvens huvudavrinningsområde. Sjön har en area på 0,0566 kvadratkilometer och ligger 372,7 meter över havet.

## Delavrinningsområde
Kniptjärnen ingår i det delavrinningsområde (724576-166992) som SMHI kallar för Mynnar i Petikån. Medelhöjden är 355 meter över havet och ytan är 27,67 kvadratkilometer. Det finns inga avrinningsområden uppströms utan avrinningsområdet är högsta punkten. Hålbäcken som avvattnar avrinningsområdet har biflödesordning 3, vilket innebär att vattnet flödar genom totalt 3 vattendrag innan det når havet efter 124 kilometer. Avrinningsområdet består mestadels av skog (72 procent) och sankmarker (25 procent). Avrinningsområdet har 0,33 kvadratkilometer vattenytor vilket ger det en sjöprocent på 1,2 procent.